# Theodor Fritsch
Theodor Fritsch, född 28 oktober 1852, död 8 september 1933, var en tysk politiker och antisemitisk journalist.
Fritsch, som var innehavare av ett tekniskt företag i Leipzig, gav från 1902 ut den antisemitiska tidskriften Der Hammer. Härigenom samt genom sin propagandaverksamhet blev han en av vägröjarna för nationalsocialismen, till vilken rörelse han anslöt sig kort efter dess början 1924. 1933 valdes Fritsch in som nationalsocialistisk riksdagsledamot.
Hans bok Antisemiten-Kateschismus (1887) omarbetades och utökades till en drygt 500-sidig antisemitisk handbok, Handbuch der Judenfrage : die wichtigsten Tatsachen zur Beurteilung des jüdischen Volkes. Boken nådde sin 45:e upplaga i Tyskland 1939, 249:e till 255:e tusendet. På svenska finns bland annat boken Den statsfientliga judiska läran i tre upplagor (1928–1933).